# Diócesis de Hearst-Moosonee
La diócesis de Hearst-Moosonee (en latín: Dioecesis Hearsten(sis)-Musonitana y en inglés: Roman Catholic Diocese of Hearst–Moosonee) es una circunscripción eclesiástica latina de la Iglesia católica en Canadá, sufragánea de la arquidiócesis de Ottawa-Cornwall. La diócesis tiene al obispo Pierre Olivier Tremblay, O.M.I. como su ordinario desde el 24 de junio de 2022.

## Territorio y organización

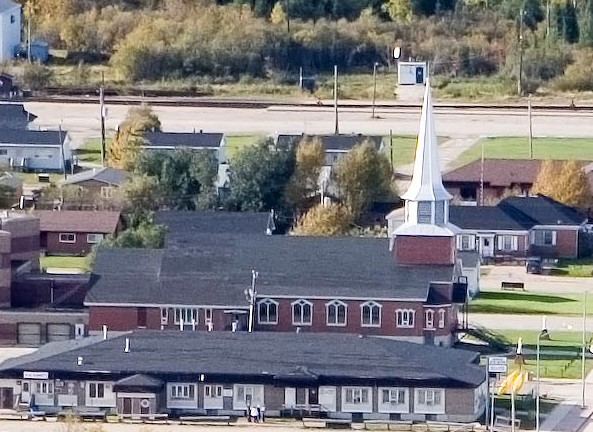
Excatedral de Cristo Rey, Moosonee

La diócesis tiene 1 108 830 km² y extiende su jurisdicción sobre los fieles católicos de rito latino residentes en la parte centro-septentrional de la provincia de Ontario.
La sede de la diócesis se encuentra en la ciudad de Hearst, en donde se halla la Catedral de Nuestra Señora de la Asunción. En Moosonee se encuentra la excatedral de Cristo Rey.
En 2019 en la diócesis existían 25 parroquias.

## Historia

### Diócesis de Hearst
La prefectura apostólica de Ontario Septentrional fue erigida por el papa Benedicto XV el 18 de abril de 1919, obteniendo su territorio de la diócesis de Haileybury (hoy diócesis de Timmins).
El 27 de noviembre de 1920 la prefectura apostólica fue elevada a vicariato apostólico con el breve Incumbentis Nobis del papa Benedicto XV.
El 3 de diciembre de 1938 el vicariato apostólico cedió una parte de su territorio para la erección del vicariato apostólico de James Bay (más tarde diócesis de Moosonee). El mismo día, en virtud de la bula Maxime interest, el vicariato apostólico incorporó una parte del territorio que pertenecía a la diócesis de Haileybury y fue elevado a diócesis, tomando el nombre de diócesis de Hearst.
Antes de la unión se extendía sobre 108 830 km² y tenía 18 parroquias.

### Diócesis de Moosonee
El vicariato apostólico de James Bay fue erigido el 3 de diciembre de 1938 con la bula Ad christiani populi del papa Pío XI, obteniendo el territorio de la diócesis de Haileybury (hoy diócesis de Timmins) y el vicariato apostólico de Ontario Septentrional (luego diócesis de Hearst). Originalmente, el vicariato apostólico era parte de la provincia eclesiástica de la arquidiócesis de Ottawa (hoy arquidiócesis de Ottawa-Cornwall).
El 13 de julio de 1967 el vicariato apostólico fue elevado a diócesis en virtud de la bula Adsiduo perducti del papa Pablo VI y tomó el nombre de diócesis de Moosonee; al mismo tiempo pasó a formar parte de la provincia eclesiástica de la arquidiócesis de Keewatin-Le Pas.
El 31 de mayo de 2007 cedió a la diócesis de Amos la parte de su territorio que se encontraba dentro de la provincia de Quebec.
El 25 de enero de 2016 la diócesis pasó de la jurisdicción de la Congregación para la Evangelización de los Pueblos a la jurisdicción de la Congregación para los Obispos.
Antes de la unión se extendía sobre 900 000 km² y tenía 12 parroquias.

### Sedes unidas
De 2007 a 2016 las diócesis de Hearst y Moosonee se unieron in persona episcopi. De 2016 a 2018 la diócesis de Moosonee estuvo gobernada por el obispo de Hearst como administrador apostólico.
El 3 de diciembre de 2018 el papa Francisco estableció la fusión de las diócesis de Hearst y Moosonee con la bula Nostrum officium; en la misma fecha la Congregación para los Obispos emitió el decreto Ob Musonitanae dioecesis con las mismas disposiciones; el nuevo distrito tomó su nombre actual y se convirtió en sufragáneo de la arquidiócesis de Ottawa (hoy archidiócesis de Ottawa-Cornwall).

## Estadísticas
De acuerdo al Anuario Pontificio 2020 la diócesis tenía a fines de 2019 un total de 28 000 fieles bautizados.
| Año                                                                             | Población            | Población | Población      | Sacerdotes | Sacerdotes    | Sacerdotes    | Bautizados por sacerdote | Diáconos permanentes | Religiosos | Religiosos | Parroquias |
| Año                                                                             | Bautizados católicos | Total     | % de católicos | Total      | Clero secular | Clero regular | Bautizados por sacerdote | Diáconos permanentes | Varones    | Mujeres    | Parroquias |
| ------------------------------------------------------------------------------- | -------------------- | --------- | -------------- | ---------- | ------------- | ------------- | ------------------------ | -------------------- | ---------- | ---------- | ---------- |
| Diócesis de Hearst                                                              |                      |           |                |            |               |               |                          |                      |            |            |            |
| 1950                                                                            | 15 800               | 24 490    | 64.5           | 39         | 29            | 10            | 405                      |                      | 10         | 72         | 27         |
| 1966                                                                            | 33 775               | 51 360    | 65.8           | 49         | 40            | 9             | 689                      |                      | 5          | 112        | 33         |
| 1970                                                                            | 31 914               | 48 953    | 65.2           | 50         | 37            | 13            | 638                      |                      | 19         | 89         | 31         |
| 1976                                                                            | 34 080               | 49 515    | 68.8           | 38         | 29            | 9             | 896                      |                      | 13         | 78         | 32         |
| 1980                                                                            | 34 348               | 50 718    | 67.7           | 34         | 26            | 8             | 1010                     |                      | 12         | 62         | 30         |
| 1990                                                                            | 32 288               | 50 341    | 64.1           | 29         | 29            |               | 1113                     | 3                    |            | 33         | 30         |
| 1999                                                                            | 30 383               | 39 468    | 77.0           | 24         | 23            | 1             | 1265                     | 1                    | 1          | 14         | 29         |
| 2000                                                                            | 29 243               | 38 328    | 76.3           | 25         | 24            | 1             | 1169                     | 3                    | 1          | 15         | 29         |
| 2001                                                                            | 28 615               | 37 700    | 75.9           | 23         | 22            | 1             | 1244                     | 4                    | 1          | 13         | 28         |
| 2002                                                                            | 29 643               | 38 728    | 76.5           | 25         | 24            | 1             | 1185                     | 4                    | 1          | 10         | 29         |
| 2003                                                                            | 30 499               | 39 584    | 77.0           | 24         | 24            |               | 1270                     | 4                    |            | 10         | 29         |
| 2004                                                                            | 29 563               | 38 336    | 77.1           | 25         | 25            |               | 1182                     | 4                    |            | 9          | 27         |
| 2006                                                                            | 27 908               | 36 681    | 76.1           | 22         | 22            |               | 1268                     | 2                    |            | 7          | 22         |
| 2013                                                                            | 26 500               | 33 300    | 79.6           | 18         | 18            |               | 1472                     | 2                    |            | 1          | 18         |
| 2016                                                                            | 23 327               | 28 435    | 82.0           | 16         | 15            | 1             | 1457                     | 1                    | 1          | 3          | 18         |
| Diócesis de Moosonee                                                            |                      |           |                |            |               |               |                          |                      |            |            |            |
| 1949                                                                            | 1570                 | 6200      | 25.3           | 19         |               | 19            | 82                       |                      | 45         | 24         |            |
| 1966                                                                            | 2782                 | 12 456    | 22.3           | 21         |               | 21            | 132                      |                      | 28         | 14         | 14         |
| 1968                                                                            | 2582                 | 13 065    | 19.8           | 18         |               | 18            | 143                      |                      | 41         | 34         |            |
| 1976                                                                            | 3500                 | 20 000    | 17.5           | 15         | 2             | 13            | 233                      |                      | 36         | 26         | 15         |
| 1980                                                                            | 4000                 | 20 200    | 19.8           | 16         | 3             | 13            | 250                      | 1                    | 31         | 20         | 15         |
| 1990                                                                            | 4100                 | 20 400    | 20.1           | 12         | 2             | 10            | 341                      | 1                    | 14         | 11         | 15         |
| 1999                                                                            | 5330                 | 19 990    | 26.7           | 6          | 1             | 5             | 888                      | 1                    | 8          | 9          | 18         |
| 2000                                                                            | 5455                 | 19 998    | 27.3           | 6          | 1             | 5             | 909                      |                      | 8          | 9          | 17         |
| 2001                                                                            | 5367                 | 20 155    | 26.6           | 5          | 1             | 4             | 1073                     |                      | 7          | 6          | 18         |
| 2002                                                                            | 5710                 | 21 121    | 27.0           | 4          | 1             | 3             | 1427                     | 1                    | 6          | 4          | 20         |
| 2003                                                                            | 6000                 | 22 100    | 27.1           | 4          | 1             | 3             | 1500                     | 9                    | 6          | 4          | 20         |
| 2004                                                                            | 6100                 | 22 200    | 27.5           | 4          | 1             | 3             | 1525                     | 1                    | 5          | 4          | 18         |
| 2013                                                                            | 7200                 | 33 800    | 21.3           | 3          |               | 3             | 2400                     | 1                    | 5          |            | 12         |
| 2016                                                                            | 7450                 | 34 900    | 21.3           | 3          |               | 3             | 2483                     |                      | 3          |            | 12         |
| Diócesis de Hearst-Moosonee                                                     |                      |           |                |            |               |               |                          |                      |            |            |            |
| 2018                                                                            | 27 675               | 64 176    | 43.1           | 21         | 17            | 4             | 1317                     | 20                   | 4          | 3          | 25         |
| 2019                                                                            | 28 000               | 65 000    | 43.1           | 21         | 18            | 3             | 1333                     | 2                    | 3          | 3          | 25         |
| Fuente: Catholic-Hierarchy, que a su vez toma los datos del Anuario Pontificio. |                      |           |                |            |               |               |                          |                      |            |            |            |

## Episcopologio

### Obispos de Hearst
- Joseph-Jean-Baptiste Hallé † (18 de abril de 1918-3 de diciembre de 1938 renunció)
- Joseph Charbonneau † (20 de junio de 1939-18 de mayo de 1940 nombrado obispo coadjutor de Montreal[11])
- Albini LeBlanc † (14 de diciembre de 1940-22 de diciembre de 1945 nombrado obispo de Gaspé)
- Georges-Léon Landry † (22 de febrero de 1946-14 de enero de 1952 renunció[12])
- Louis Lévesque † (9 de junio de 1952-13 de abril de 1964 nombrado obispo coadjutor de Rimouski[13])
- Jacques Landriault † (27 de mayo de 1964-24 de marzo de 1971 nombrado obispo de Timmins)
- Roger-Alfred Despatie † (8 de febrero de 1973-13 de abril de 1993 renunció)
- Pierre Fisette, P.M.E. † (27 de diciembre de 1993-21 de diciembre de 1995 falleció)
- André Vallée, P.M.E. † (19 de agosto de 1996-3 de noviembre de 2005 retirado)
- Vincent Cadieux, O.M.I. (25 de julio de 2007-2 de febrero de 2016 retirado)
- Robert Ovide Bourgon (2 de febrero de 2016-3 de diciembre de 2018 nombrado obispo de Hearst-Moosonee)

### Obispos de Moosonee
- Joseph Marie Henri Belleau, O.M.I. † (11 de diciembre de 1939-21 de abril de 1964 renunció[14])
- Jules Leguerrier, O.M.I. † (21 de abril de 1964-29 de marzo de 1991 retirado)
- Vincent Cadieux, O.M.I. (26 de noviembre de 1991-2 de febrero de 2016 retirado)
  - Sede vacante (2016-2018)[15]

### Obispos de Hearst-Moosonee
- Robert Ovide Bourgon (3 de diciembre de 2018-29 de noviembre de 2020 renunció)
  - Terrence Thomas Prendergast, S.I., desde el 29 de noviembre de 2020 (administrador apostólico)
- Pierre Olivier Tremblay, O.M.I., desde el 24 de junio de 2022